# Renzo Peduzzi
Renzo Peduzzi (Roveredo, 1941. június 2. –) svájci nemzetközi labdarúgó-játékvezető.

## Pályafutása

### Nemzeti játékvezetés
1980-ban debütált a legmagasabb labdarúgó bajnokságban.

#### Nemzeti kupamérkőzések
Vezetett Kupa-döntők száma: 1.

##### Svájci Kupa
A svájci JB elismerve szakmai felkészültségét, több alkalommal is felkérte valamelyik elődöntő vezetésével, 1983-ban a döntőt koordinálhatta.
| Időpont          | Helyszín               | Mérkőzés típusa        | Mérkőzés                            | Eredmény | Nézők száma |
| ---------------- | ---------------------- | ---------------------- | ----------------------------------- | -------- | ----------- |
| 1983, június 14. | Wankdorf Stadion, Bern | döntő második mérkőzés | Grasshopper Club Zürich–Servette FC | 3 : 0    | 26 000      |

### Nemzetközi játékvezetés
A Svájci labdarúgó-szövetség Játékvezető Bizottsága (JB) 1982-ben terjesztette fel nemzetközi játékvezetőnek, a Nemzetközi Labdarúgó-szövetség (FIFA) bíróinak keretébe. Több nemzetek közötti válogatott és klubmérkőzést vezetett.  A német 1. Bundesligában több alkalommal is működhetet. A svájci nemzetközi játékvezetők rangsorában, a világbajnokság-Európa-bajnokság sorrendjében többedmagával a 30. helyet foglalja el 1 találkozó szolgálatával. Az aktív nemzetközi játékvezetéstől 1988-ban búcsúzott.

#### Európa-bajnokság
Az európai-labdarúgó torna döntőjéhez vezető úton Német Szövetségi Köztársaságba a VIII., az 1988-as labdarúgó-Európa-bajnokságra az UEFA JB játékvezetőként foglalkoztatta.
| Időpont         | Helyszín                      | Mérkőzés típusa           | Mérkőzés           | Eredmény | Nézők száma |
| --------------- | ----------------------------- | ------------------------- | ------------------ | -------- | ----------- |
| 1987. május 28. | Municipal Stadion, Luxembourg | előselejtező (7. csoport) | Luxemburg–Írország | 0 : 2    | 4 965       |